# Hemipenthes constituta
Hemipenthes constituta är en tvåvingeart som först beskrevs av Walker 1852.  Hemipenthes constituta ingår i släktet Hemipenthes och familjen svävflugor. Inga underarter finns listade i Catalogue of Life.